# NGC 7062
NGC 7062 је расејано звездано јато у сазвежђу Лабуд које се налази на NGC листи објеката дубоког неба.
Деклинација објекта је + 46° 22' 43" а ректасцензија 21h 23m 27,4s. Привидна величина (магнитуда) објекта NGC 7062 износи 8,3. NGC 7062 је још познат и под ознакама OCL 205.